# Pegomya bifurcata
Pegomya bifurcata är en tvåvingeart som beskrevs av Griffiths 1983. Pegomya bifurcata ingår i släktet Pegomya och familjen blomsterflugor. Inga underarter finns listade i Catalogue of Life.